# Trafugamento del corpo di san Marco
Trafugamento del corpo di San Marco è un dipinto di Tintoretto eseguito tra il 1562 ed il 1566 e custodito nelle gallerie dell'Accademia di Venezia.

## Descrizione e stile
L'opera era destinata in origine alla Sala Capitolare della Scuola Grande di San Marco, insieme a San Marco salva un Saraceno durante un naufragio e al Ritrovamento del corpo di San Marco: le tre tele costituivano in effetti un insieme narrativo unitario inerente alle vicende agiografiche del Santo. In questa tela è rappresentato il momento in cui alcuni cristiani di Alessandria d'Egitto, approfittando di una tempesta che sconvolge la città, portano via il cadavere di San Marco salvandolo dal rogo a cui era destinato.
In primo piano sono raffigurati i cristiani che sorreggono il corpo in posizione orizzontale: da notare che Tintoretto decide di rappresentare le spoglie mortali prive del livore cadaverico e per nulla soggette alla putrefazione (la stessa cosa accade nel Ritrovamento). Appena dietro il gruppo si vede un dromedario imbizzarrito a causa della paura per il fortunale incombente, tenuto a fatica legato da un uomo caduto in terra; alle sue terga si nota una catasta di legname, la pira sulla quale avrebbe dovuto essere bruciato il corpo. Sullo sfondo è rappresentata una città (ispirata ai progetti del Sansovino per la sistemazione di Piazza San Marco) con un fastoso edificio e 
un grande porticato entro il quale alcune persone corrono a ripararsi dalla tempesta. Il cielo, infine, è oscurato da nubi scurissime tra le quali si vedono fulmini e saette.
Come accadeva per il Ritrovamento, nel dipinto è evidente l'importanza donata alla prospettiva, il cui punto di fuga è sottolineato dalla disposizione delle architetture rappresentate.
La scelta dei colori è piatta, le ombre solo accennate; le tonalità sono più scure nei soggetti vicini mentre rendono le figure bianche o quasi trasparenti se in secondo piano o sullo sfondo. Il cielo è costellato di nubi a causa del forte temporale e assume una tinta rossastra; nel dipinto è inoltre presente un autoritratto dell'autore, l'uomo barbuto presente al fianco del cammello, identificato anche come  Rangone, guardiano della Scuola Grande di San Marco .